# Фёрстер, Эрнст Иоахим
Эрнст Иоахим Фёрстер (нем. Ernst Joachim Förster; 8 апреля 1800, Залеплате — 29 апреля 1885, Мюнхен) — немецкий живописец, историк искусства, литератор и поэт.

## Биография
Эрнст Иоахим Фёрстер родился в семье пастора Карла Кристофа Фёрстера 8 апреля 1800 года в Мюнхенгоссерштадте-ан-дер-Заале, (ранее Залеплате) ныне район Бад-Зульца, Тюрингия. Он был младшим братом историка и поэта Фридриха Кристофа Фёрстера. Учился в гимназии в Альтенбурге, изучал теологию и философию в Йенском университете. Во время учёбы в 1818 году стал членом студенческого братства в Йене, «Старого пражского братства Тевтония» (Alten Prager Burschenschaft Teutonia) и других студенческих союзов.
Учился рисованию и живописи в Берлине, под руководством В. фон Шадова, потом в Дрездене и, наконец, в 1823 году поступил в школу Петера фон Корнелиуса в Мюнхене.
Усвоив первые навыки рисунка и живописной техники, он осуществил опыты фресковой росписи в мюнхенской Глиптотеке. Переехал в Дюссельдорф в октябре 1823 года вместе с Карлом Германом, ещё одним учеником Корнелиуса. С января 1824 года по осень 1825 года он работал под руководством Корнелиуса вместе с Германом и Якобом Гетценбергерами над большой фреской «Богословие» в актовом зале Боннского университета, а также в числе других художников — над украшением фресками аркад дворцового сада в Мюнхене. В 1824 году Фёрстер совершил ознакомительную поездку в Париж и Нидерланды.

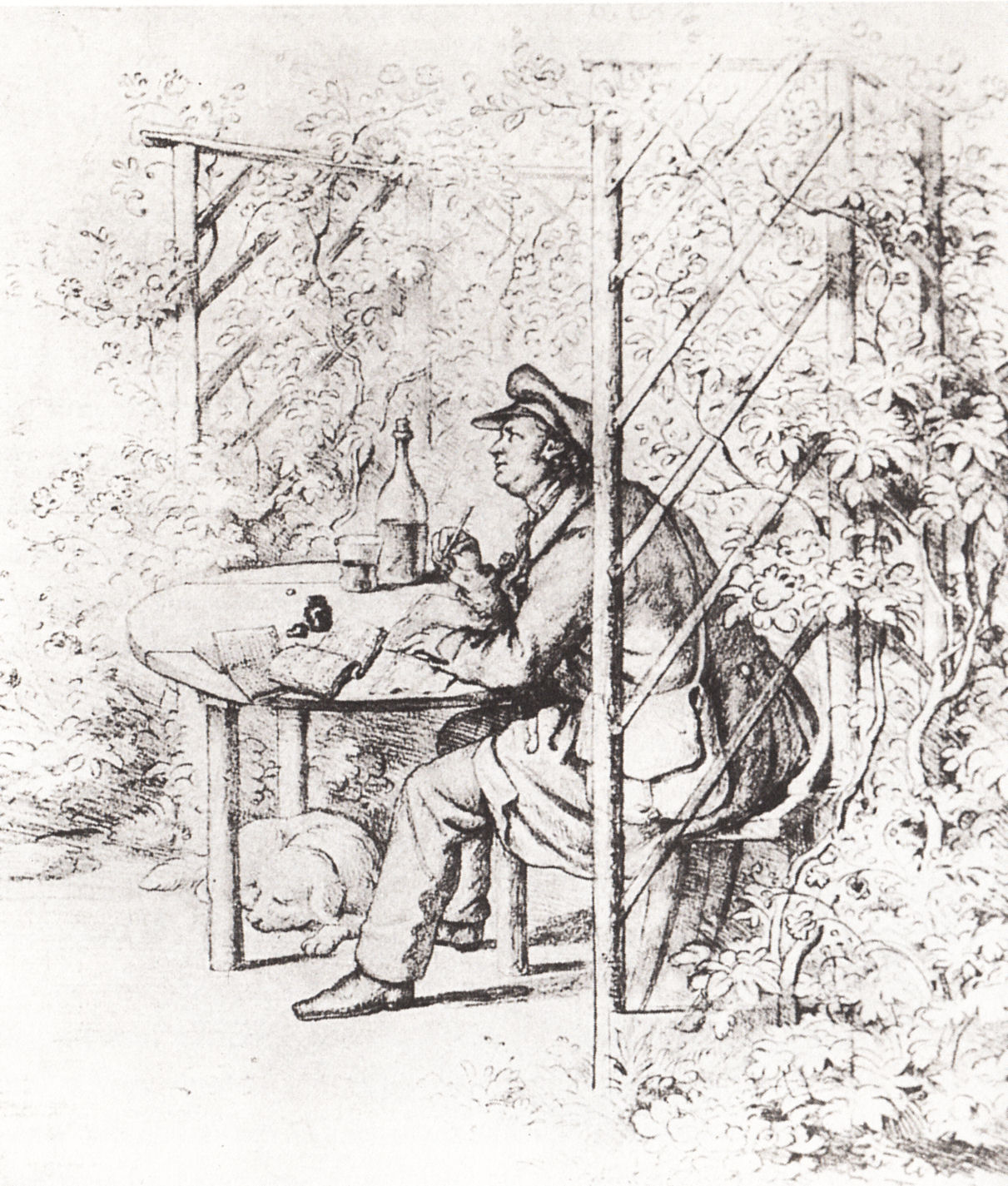
Поэт Жан Поль в своей беседке в Байройте. Рисунок Э. И. Фёрстера

Фёрстер был женат на Эмме Рихтер, дочери Жана Поля (Рихтера). После смерти последнего он всё более обращался к литературным произведениям, касающимся жизни, творчества и наследия своего тестя.

## Э. И. Фёрстер — историк искусства
Женитьба на дочери Жана Поля способствовала развитию вкуса Фёрстера и его критических воззрений на художественное творчество; он обратился к литературным занятиям и издал несколько сочинений о жизни и произведениях своего тестя. Следуя биографии Жан Поля, которую он продолжил после смерти первого редактора, он написал дальнейшие труды о его жизни и творчестве.
Поскольку Фёрстер побывал в Италии, совершив две поездки, наследный принц Максимилиан Баварский поручил ему составить коллекцию рисунков — копий с картин старых итальянских мастеров. Это привело его к искусствоведческим исследованиям, за публикацию которых Тюбингенский университет присвоил ему докторскую степень.
После смерти редактора Людвига фон Шорна он вместе с Францем Куглером с 1842 года принимал участие в редактировании художественной газеты в Берлине и завершил перевод «Жизнеописаний» Джорджо Вазари, начатый Шорном (6 томов, Штутгарт, 1832—1849).
Фёрстер написал большое количество статей, обзоров, биографий, речей и отчётов о путешествиях. Они печатались в журнале «Kunstblatt» и в газете «Allgemeine Zeitung». В 1836 году Фёрстер выпустил в Лейпциге сочинение «Сообщения по истории нового искусства» (Beiträge zur neuern Kunstgeschichte), до настоящего времени не утратившее своего значения.
Фёрстер опубликовал ряд книг и статей о Петере фон Корнелиусе.
Для многих изданий Фёрстер сам делал иллюстрации. В 1837 году за восстановление и публикацию в 1841 году фресок Капеллы Сан-Джорджо в Падуе работы Альтикьеро да Дзевио, Фёрстер был награждён прусским королём Большой золотой медалью за «за услуги искусству и науке».
За изданными Фёрстером «Письмами» о картинных галереях Берлина, Дрездена, Мюнхена и других городов (1838) следовал ряд его художественных путеводителей по Германии и Италии, важных для своего времени и выдержавших много изданий и переводов. Затем были изданы капитальные научные труды:
- «Geschichte der deutschen Kunst» (5 томов, Лейпциг, 1851—1860)
- «Denkmale deutscher Baukunst, Bildnerei und Malerei» (там же, 1853—1869, в 12 томах с 600 гравированными таблицами)
- «Leben und Werke des Fra Angelico da Fiesole» (с иллюстрациями самого Фёрстера, Регенсбург, 1859)
- «Vorschule der Kunstgeschichte» (Лейпциг, 1862), биографии Рафаэля (там же, 1867—1869, 2 тома)
- «Geschichte der italienischen Kunst» (там же, 1869—1878, 5 томов)
- «Denkmale italienischer Malerei» (с многочисленными рисунками автора, Лейпциг, 1870—1882, 4 тома)
- «Peter von Cornelius» (Берлин, 1879) и «Die deutsche Kunst in Bild und Wort» (там же, 1889). Они были опубликованы в нескольких изданиях и даже переведены на другие языки, например, справочник для путешественников по Италии на французском языке.